# Threnetes
Threnetes Gould, 1852 è un genere di uccelli della famiglia Trochilidae noti come barbuti.

## Distribuzione e habitat
I colibrì del genere Threnetes si ritrovano dal Centroamerica meridionale sino al Sudamerica centro-settentrionale, tuttavia gli areali delle singole specie non si sovrappongo se non nelle loro parti periferiche. Il barbuto codafasciata è l'unica specie ad abitare in America centrale e il suo areale va dal Guatemala alle coste del Venezuela ed Ecuador; il barbuto codachiara vive nella grossa regione amazzonica, mentre l'areale del barbuto fuligginoso è invece limitato alla Guyana francese meridionale e allo stato brasiliano di Amapá.

## Tassonomia
Il genere comprende le seguenti specie:
- Threnetes ruckeri (Bourcier, 1847) - barbuto codafasciata
- Threnetes niger (Linnaeus, 1758) - barbuto fuligginoso
- Threnetes leucurus (Linnaeus, 1766) - barbuto codachiara